# Bavreichiya
Bavreichiya est un petit village mauritanien fondé vers l'année 1970. Il est situé dans la commune de M'Balal du département de Keurmacen sur la route Nouakchott - Rosso.

## Géographie
Le village de Bavreichiya est situé à 43 km de Rosso et à 160 km de Nouakchott, il distance 10 km du chef-lieu de la commune de M'Balal.

## Population
Lors du recensement de 2007, le village Bavreichiya comptait 500 habitants.